# Hinton Battle
Hinton Governor Battle Jr. (Hoppstädten, 29 novembre 1956 – Los Angeles, 30 gennaio 2024) è stato un attore, cantante e ballerino statunitense, noto soprattutto come interprete di musical a Broadway.

## Biografia
Per le sue interpretazioni nel teatro musicale di Broadway vinse tre Tony Award al miglior attore non protagonista in un musical: per Sophisticated Ladies (1981), per The Tap Dance Kid (1984) e per Miss Saigon (1991). Recitò anche in altri musical a Broadway, tra cui The Wiz nel 1975 (fu il primo interprete dello Spaventapasseri, il ruolo ricoperto da Michael Jackson nell'adattamento cinematografico del musical), Dreamgirls (1982) e Chicago (1999).
Morì a Los Angeles il 30 gennaio 2024 all'età di 67 anni dopo una lunga malattia e in suo onore le luci dei teatri di Broadway furono spente per un minuto.

## Filmografia parziale

### Cinema
- Foreign Student, regia di Eva Sereny (1994)
- These Old Broads, regia di Matthew Diamond (2001)
- Dreamgirls, regia di Bill Condon (2006)

### Televisione
- Tip Tap & boccoli d'oro - La storia di Shirley Temple (Child Star: The Shirley Temple Story), regia di Nadia Tass – film TV (2001)
- Buffy l'ammazzavampiri (Buffy the Vampire Slayer) – serie TV, 1 episodio (2001)
- Il tocco di un angelo (Touched by an Angel) – serie TV, 1 episodio (2001)